# Orlando Sirola
Orlando Sirola, född 30 april 1928 Bologna i Italien, död 13 november 1995, var en italiensk tennisspelare, framgångsrik som Davis Cup-spelare, särskilt i dubbel. 

## Tenniskarriären
Orlando Sirola, som var 1,98 m lång, var en mycket kraftfull spelare, främst känd som framgångsrik dubbelspelare, i första hand tillsammans med landsmannen Nicola Pietrangeli. Tillsammans vann de 1959 dubbeltiteln i Franska mästerskapen genom finalseger över Roy Emerson/Neale Fraser (6-3, 6-2, 14-12). Italienarna var i final i samma turnering redan 1955, men de förlorade då mot amerikanerna Vic Seixas/Tony Trabert.
Sirola/Pietrangeli spelade också dubbelfinal i Wimbledonmästerskapen 1956, en match de förlorade mot australierna Lew Hoad/Ken Rosewall.
Orlando Sirola var som tennisspelare ojämn. Han varvade perioder med lysande spel med perioder av uppseendeväckande dåligt spel, då han gjorde ett lojt, närmast ointresserat intryck.

### Davis Cup-spelaren Sirola
Orlando Sirola deltog i det italienska Davis Cup-laget perioden 1953–1963. Han spelade totalt 90 matcher av vilka han vann 57. De flesta segrarna, 35 av 43 spelade matcher, noterade han i dubbel. Han var något mindre framgångsrik som singelspelare, som sådan vann han 22 av 47 spelade matcher. Åren 1960 och 1961 nådde det italienska laget ända fram till världsfinal, the Challenge Round. Båda dessa finaler förlorade italienarna mot Australien. 1960 möttes lagen i Sydney. Sirola förlorade sina två singlar mot Neale Fraser (6-4 3-6 3-6 3-6) och Rod Laver (7-9 2-6 3-6). Sirola och Pietrangeli förlorade också dubbelmatchen mot Roy Emerson/Fraser (8-10 7-5 2-6 4-6) och det australiska laget vann hela mötet med 4-1 i matcher. I finalen 1961 som spelades i Melbourne, förlorade italienarna med 0-5 i matcher. Sirola förlorade denna gång sina singlar mot Emerson (3-6 3-6 6-4 2-6) och Laver (1-6 4-6 3-6).
I DC-sammanhang deltog Sirola i flera möten mot Sverige. 1962 möttes lagen i Europafinal som Sverige vann med 4-1 i matcher. Paret Sirola/Pietrangeli förlorade dubbelmatchen mot det svenska paret Jan-Erik Lundqvist/Ulf Schmidt
(1-6 6-3 8-6 4-6 7-9). Året innan, 1961, var förhållandet det omvända, i Europafinalen vann Italien över Sverige med 4-1, varvid Sirola/Pietrangeli vann över paret Lundqvist/Thomas Hallberg. I europafinalen 1960 möttes de båda lagen, den gången med Italien som segrare med 3-2 i matcher. Sirola vann över Ulf Schmidt med 6-4 6-2 6-1. Sirola/Pietrangeli besegrade också det svenska dubbellaget med Schmidt/Lundqvist i en mycket jämn match (14-16 5-7 6-2 6-3 6-2). 
Som DC-singelspelare noterade Sirola också segrar över spelare som Pierre Darmon, Kurt Nielsen, Ramanathan Krishnan och Torsten Johansson.

## Grand Slam-titlar
- Franska mästerskapen
  - Dubbel - 1959